# Basil Bennett
Basil B. Bennett, född 30 november 1894 i  Dudley i Illinois, död 19 augusti 1938 i Maywood, Illinois, var en amerikansk friidrottare.
Bennett blev olympisk bronsmedaljör i släggkastning vid sommarspelen 1920 i Antwerpen.